# RPM (magazin)
Az RPM (a Records, Promotion, Music szavak kezdőbetűiből) kanadai zeneipari heti magazin volt. Walt Grealis alapította 1964. február 24-én, a lemezkiadó tulajdonos Stan Klees támogatásával. A kiadvány 2000. november 13-án, a 71. évfolyam 27. számmal megszűnt. Ez publikálta hetente a hivatalos kanadai kislemez és albumlistát, gyakran különböző műfajokra bontva. A magazin által az 1960-as években átadott díjból alakult ki később a Juno-díj. Az 1964. június 22-i számban bemutatták a nemzeti slágerlistát, melynek első országos első helyezett kislemeze, a The Dixie Cups Chapel of Love című dala volt, az utolsó pedig Madonna Music című dala volt.

## Külső hivatkozások
- RPM lista archívum